# Пришелец из бездны
«Пришелец из бездны» (англ. Alien Terminator; другое название — «Враждебный терминатор») — американский фантастический художественный фильм 1995 года режиссёра Дэйва Пэйна.

## Сюжет
Шестеро учёных в своей секретной подземной лаборатории, расположенной в Нью-Мексико, уже два года ведут свои исследования. Их цель — создать новую структуру ДНК, благодаря которой они надеются изменить мир в лучшую сторону.
Но эксперимент проходит не совсем так, как надо. Один из учёных преследует какие-то свои цели, и в результате ошибки появляется новый вирус, который, взаимодействуя с человеком, образует гибридное гуманоидное существо с острыми когтями, обладающее способностью к мгновенной регенерации и стремящееся всё уничтожать. Теперь учёные готовятся к битве с новым злом — они не должны его выпустить из своей лаборатории, а лучше всего попытаться уничтожить.

## В ролях
- Мария Форд — МакКей
- Роджер Халстон — Дин Тейлор
- Эмиль Левисетти — Пит
- Лиза Бойл — Рэйчел
- Кевин Альбер — Ньютон Фулер
- Боб Макфарланд — Тренер
- Бетси Болдуин — Келли Хилл

## Другие названия
- Пришелец из бездны
- Инопланетянин-терминатор